# Tomasz Stępniewski
Tomasz Stępniewski – polski politolog, profesor nadzwyczajny KUL.

## Życiorys
W 2004 ukończył studia magisterskie z politologii w Uniwersytecie Marii-Curie Skłodowskiej w Lublinie, a w 2007 studia magisterskie z prawa w Katolickim Uniwersytecie Lubelskim. 29 czerwca 2007 otrzymał stopień doktora nauk o polityce w UMCS na podstawie pracy pt. Ukraina jako obszar wpływów międzynarodowych po zimnej wojnie. Habilitację uzyskał 27 czerwca 2014 w Instytucie Studiów Politycznych Polskiej Akademii Nauk na podstawie dorobku naukowego i pracy pt. Geopolityka regionu Morza Czarnego w pozimnowojennym świecie. Pracował jako adiunkt w Instytucie Europy Środkowo-Wschodniej i w Instytucie Politologii KUL oraz jako profesor nadzwyczajny w Instytucie Neofilologii Państwowej Wyższej Szkoły Zawodowej w Chełmie. Obecnie pracuje na stanowisku profesora nadzwyczajnego KUL w Katedrze Teorii Polityki i Studiów Wschodnich.
W 2022 został powołany do zespołu doradczego ds. programu "Perły nauki" przy Ministerstwie Edukacji i Nauki.

## Wybrane publikacje
- Ukraina, Białoruś, Rosja. Obraz politycznej dynamiki regionu (2019)
- Polska i Ukraina w procesie transformacji, integracji i wyzwań dla bezpieczeństwa Europy Środkowo-Wschodniej (2017)[3]